# Serie A2 FIAF 1992
La Serie A2 FIAF 1992 è stata la nona edizione del secondo livello del campionato italiano di football americano (quinta con la denominazione A2); è stato organizzato dalla Federazione Italiana American Football.

## Regular season

### Classifica

#### Girone A
| Pos. | Squadra            | %V    | G | V | N | P | PF  | PS  |
| ---- | ------------------ | ----- | - | - | - | - | --- | --- |
| 1    | Saints Padova      | 1.000 | 8 | 8 | 0 | 0 | 242 | 73  |
| 2    | New Giants Bolzano | .625  | 8 | 5 | 0 | 3 | 159 | 124 |
| 3    | Islanders Venezia  | .250  | 8 | 2 | 0 | 6 | 68  | 98  |
| 4    | Fighters Pordenone | .250  | 8 | 2 | 0 | 6 | 32  | 151 |

#### Girone B
| Pos. | Squadra           | %V   | G | V | N | P | PF  | PS  |
| ---- | ----------------- | ---- | - | - | - | - | --- | --- |
| 1    | AFT Parma         | .667 | 6 | 4 | 0 | 2 | 129 | 134 |
| 2    | Dolphins Ancona   | .500 | 6 | 3 | 0 | 3 | 128 | 103 |
| 3    | Falcons Perugia   | .500 | 6 | 3 | 0 | 3 | 111 | 118 |
| 4    | Renegades Firenze | -    | - | - | - | - | -   | -   |

#### Girone C
| Pos. | Squadra             | %V   | G | V | N | P | PF  | PS  |
| ---- | ------------------- | ---- | - | - | - | - | --- | --- |
| 2    | Blackhawks Cernusco | .875 | 8 | 7 | 0 | 1 | 228 | 91  |
| 2    | Redskins Verona     | .688 | 8 | 5 | 1 | 2 | 184 | 118 |
| 4    | Ironmen La Spezia   | .188 | 8 | 1 | 1 | 6 | 107 | 242 |
| 3    | Pirates Savona      | .143 | 7 | 1 | 0 | 6 | 92  | 150 |

#### Girone D
| Pos. | Squadra           | %V   | G | V | N | P | PF  | PS  |
| ---- | ----------------- | ---- | - | - | - | - | --- | --- |
| 2    | Mad Bulls Trani   | .750 | 8 | 6 | 0 | 2 | 179 | 84  |
| 2    | Seagulls Salerno  | .714 | 7 | 5 | 0 | 2 | 119 | 93  |
| 4    | Elephants Catania | .250 | 8 | 2 | 0 | 6 | 50  | 166 |
| 4    | Cardinals Palermo | .125 | 8 | 1 | 0 | 7 | 100 | 183 |

## Playoff
Accedono ai playoff le prime due di ogni girone.
|  | Quarti di finale | Quarti di finale    | Quarti di finale |               |                 | Semifinali         | Semifinali | Semifinali |  |  | IV SilverBowl | IV SilverBowl   | IV SilverBowl |
|  |                  |                     |                  |               |                 |                    |            |            |  |  |               |                 |               |
|  | 1C               | Blackhawks Cernusco | 8                |               |                 |                    |            |            |  |  |               |                 |               |
|  | 2A               | New Giants Bolzano  | 9                |               |                 |                    |            |            |  |  |               |                 |               |
|  | 2A               | New Giants Bolzano  | 9                |               | 2A              | New Giants Bolzano | 20         |            |  |  |               |                 |               |
|  |                  |                     |                  |               | 2A              | New Giants Bolzano | 20         |            |  |  |               |                 |               |
|  |                  | 1D                  | Mad Bulls Trani  | 23            |                 |                    |            |            |  |  |               |                 |               |
|  | 1D               | 1D                  | Mad Bulls Trani  | 23            | Mad Bulls Trani | 28                 |            |            |  |  |               |                 |               |
|  | 1D               |                     |                  |               | Mad Bulls Trani | 28                 |            |            |  |  |               |                 |               |
|  | 2C               | Redskins Verona     | 22               |               |                 |                    |            |            |  |  |               |                 |               |
|  |                  |                     |                  |               |                 |                    |            |            |  |  | 1D            | Mad Bulls Trani | 12            |
|  |                  |                     | 1A               | Saints Padova | 54              |                    |            |            |  |  |               |                 |               |
|  | 1A               | Saints Padova       | 45               |               |                 |                    |            |            |  |  |               |                 |               |
|  | 2B               | Dolphins Ancona     | 13               |               |                 |                    |            |            |  |  |               |                 |               |
|  | 2B               | Dolphins Ancona     | 13               |               | 1A              | Saints Padova      | 27         |            |  |  |               |                 |               |
|  |                  |                     |                  |               | 1A              | Saints Padova      | 27         |            |  |  |               |                 |               |
|  |                  | 1B                  | AFT Parma        | 12            |                 |                    |            |            |  |  |               |                 |               |
|  | 1B               | 1B                  | AFT Parma        | 12            | AFT Parma       | 26                 |            |            |  |  |               |                 |               |
|  | 1B               |                     |                  |               | AFT Parma       | 26                 |            |            |  |  |               |                 |               |
|  | 2D               | Seagulls Salerno    | 23               |               |                 |                    |            |            |  |  |               |                 |               |

### IV SilverBowl
Il IV SilverBowl si è disputato sabato 30 maggio 1992 allo Stadio Plebiscito di Padova. L'incontro è stato vinto dai Saints Padova sui Mad Bulls Trani con il risultato di 54 a 12.

## Verdetti
- Saints Padova vincitori del SilverBowl IV, ammessi agli ottavi di finale del Superbowl e promossi in serie A1.